# Аптекарь Мельхиор
«Апте́карь Ме́льхиор» (эст. Apteeker Melchior) — первая часть эстонского исторического детектива из трилогии о ревельском аптекаре Мельхиоре режиссёра Эльмо Нюганена на основе романов эстонского писателя Индрека Харгла. Премьера фильма состоялась 11 апреля 2022 года в Таллине.

## Синопсис
Криминальный детектив о ревельском аптекаре Мельхиоре, основанный на романе «Аптекарь Мельхиор и загадка Олевисте». Действие фильма происходит в XV веке, во времена Ганзейского союза. Аптекарю предстоит раскрыть тайну убийства знаменитого рыцаря, только что прибывшего в город. Мельхиор обнаруживает, что убитый преследовал загадочного ревельского узника, чьи следы ведут в доминиканский монастырь. Когда вслед за первой жертвой оказываются убитыми ещё трое человек, связанных с монастырём, начинает разворачиваться потрясающая мистерия. .

## Производство
Съёмки фильма проходили с июля по декабрь 2020 года, заняв примерно 80 дней. Съёмочные площадки были в Таллине и посёлке Хаабнеэме, некоторые сцены снимались в замке Курессааре и Нарвском замке. Также съёмки проходили в водах Швеции на борту исторического когга, а в латвийском киногородке «Cinevilla» была построена крупнейшая съёмочная площадка со средневековыми улицами и дворами.
Изначально премьера фильма «Аптекарь Мельхиор» должна была пройти в 2021 году, но из-за коронавирусных ограничений премьера несколько раз переносилась.

## Награды
Фильм получил в США две награды на фестивале жанрового кино «Screamfest»: операторская работа и лучший монтаж. Две кинонаграды фильм получил на церемонии EFTA 2023: лучшая актриса Маарья Йоханна Мяги и лучший художник Матис Мяэсалу.

## Кассовые сборы
В Эстонии фильм «Аптекарь Мельхиор» имел огромный кассовый успех. По данным СМИ, на 15 июня 2022 года фильм посмотрело более 118 000 зрителей, что стало одним из лучших результатов эстонского кино. По состоянию на 31 августа 2022 года количество посещений кинотеатров составило 125 500, а в сентябре 130 000.
Премьеры фильма прошли в разных странах: Латвия, Аргентина, Германия, Азербайджан, Япония, Южная Корея, Индонезия, Уругвай, Финляндия, Индия, Португалия и США.
В августе создатели фильма подписали контракт с международным агентством «Global Screen».
Индрек Харгл категорически против перевода своих книг на русский язык и считает двуязычие в Эстонии «продолжением брежневской колонизации». Он отметил, что его роман о европейцах и для европейцев. Однако как первый, так и второй фильмы в 2022 году демонстрировались в кинотеатрах страны с субтитрами на русском языке.